# Longueil
Pour les articles homonymes, voir Longueil (homonymie).
Ne doit pas être confondu avec Longueuil.
Longueil est une commune française située dans le département de la Seine-Maritime en région Normandie.

## Géographie

### Localisation
La commune est située à 15 km de Dieppe.
Le village est traversé par un fleuve côtier, la Saâne (jadis Sedana), qui se jette à 3 km dans la Manche.

### Hydrographie
La commune est située dans le bassin Seine-Normandie. Elle est drainée par la Saâne, le cours d'eau 01 de Blainville, le cours d'eau 01 de la commune d'Ouville-la-Rivière, des bras de la Saâne et  et un autre petit cours d'eau,.
La Saâne, d'une longueur de 40 km, prend sa source dans la commune de Yerville et se jette dans la Manche en limite des communes de Sainte-Marguerite-sur-Mer et de Quiberville-sur-Mer, après avoir traversé 24 communes. 

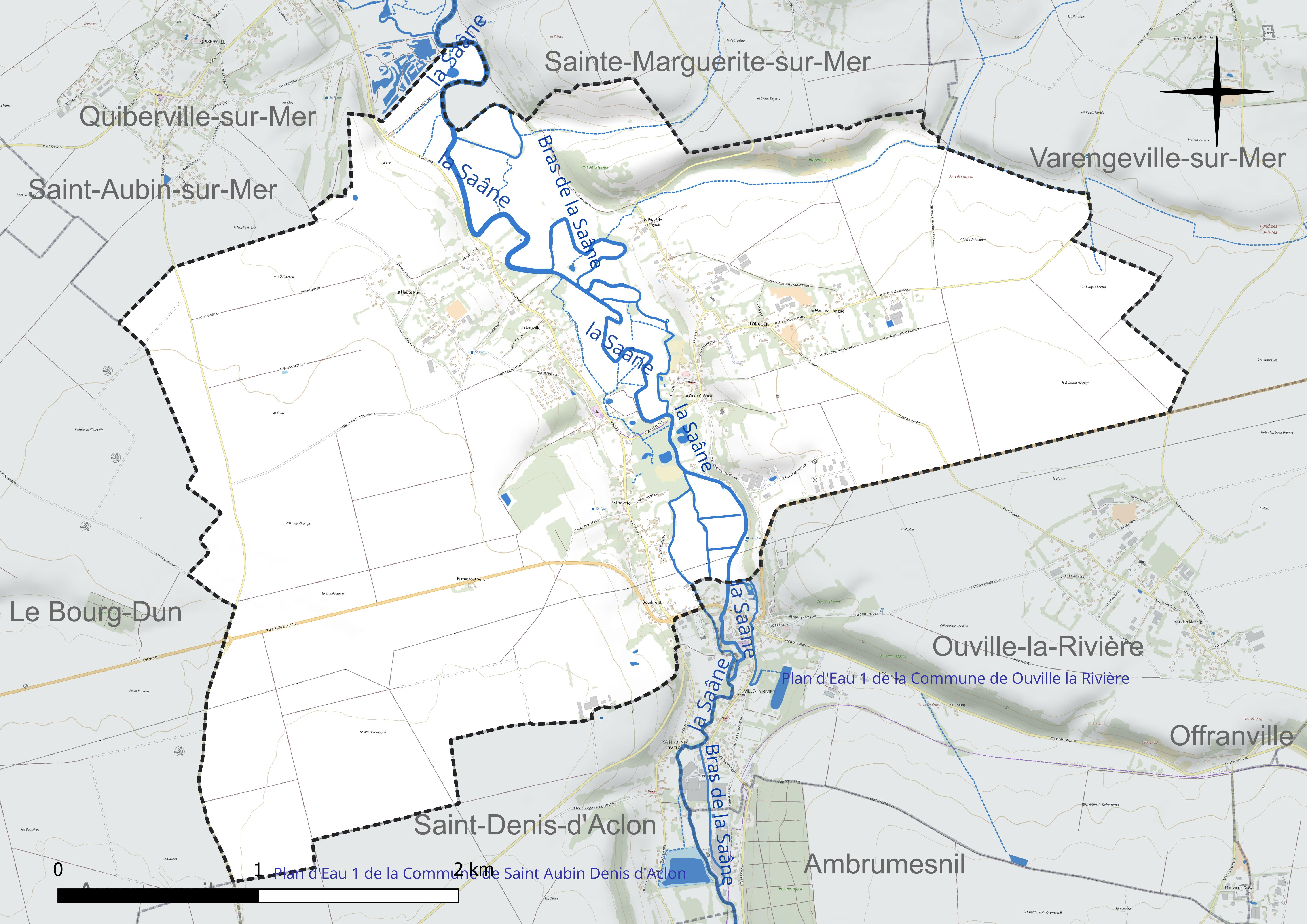
Réseau hydrographique de Longueil.

### Climat
Pour des articles plus généraux, voir Climat de la Normandie et Climat de la Seine-Maritime.
En 2010, le climat de la commune est de type climat océanique franc, selon une étude du CNRS s'appuyant sur une série de données couvrant la période 1971-2000. En 2020, Météo-France publie une typologie des climats de la France métropolitaine dans laquelle la commune est exposée à un climat océanique et est dans la région climatique Côtes de la Manche orientale, caractérisée par un faible ensoleillement (1 550 h/an) ; forte humidité de l’air (plus de 20 h/jour avec humidité relative > 80 % en hiver), vents forts fréquents. Parallèlement le GIEC normand, un groupe régional d’experts sur le climat, différencie quant à lui, dans une étude de 2020, trois grands types de climats pour la région Normandie, nuancés à une échelle plus fine par les facteurs géographiques locaux. La commune est, selon ce zonage, exposée à un « climat maritime », correspondant au Pays de Caux, frais, humide et pluvieux, légèrement plus frais que dans le Cotentin.
Pour la période 1971-2000, la température annuelle moyenne est de 10,9 °C, avec une amplitude thermique annuelle de 12,9 °C. Le cumul annuel moyen de précipitations est de 859 mm, avec 12,5 jours de précipitations en janvier et 8,6 jours en juillet. Pour la période 1991-2020, la température moyenne annuelle observée sur la station météorologique la plus proche, située sur la commune de Dieppe à 10 km à vol d'oiseau, est de 11,3 °C et le cumul annuel moyen de précipitations est de 805,2 mm,. Pour l'avenir, les paramètres climatiques de la commune estimés pour 2050 selon différents scénarios d’émission de gaz à effet de serre sont consultables sur un site dédié publié par Météo-France en novembre 2022.

## Urbanisme

### Typologie
Au 1er janvier 2024, Longueil est catégorisée commune rurale à habitat dispersé, selon la nouvelle grille communale de densité à sept niveaux définie par l'Insee en 2022.
Elle est située hors unité urbaine. Par ailleurs la commune fait partie de l'aire d'attraction de Dieppe, dont elle est une commune de la couronne,. Cette aire, qui regroupe 62 communes, est catégorisée dans les aires de 50 000 à moins de 200 000 habitants,.

### Occupation des sols
L'occupation des sols de la commune, telle qu'elle ressort de la base de données européenne d’occupation biophysique des sols Corine Land Cover (CLC), est marquée par l'importance des territoires agricoles (95,7 % en 2018), une proportion sensiblement équivalente à celle de 1990 (96 %). La répartition détaillée en 2018 est la suivante : 
terres arables (67,5 %), prairies (16,3 %), zones agricoles hétérogènes (12 %), zones urbanisées (4,3 %). L'évolution de l’occupation des sols de la commune et de ses infrastructures peut être observée sur les différentes représentations cartographiques du territoire : la carte de Cassini (XVIIIe siècle), la carte d'état-major (1820-1866) et les cartes ou photos aériennes de l'IGN pour la période actuelle (1950 à aujourd'hui).

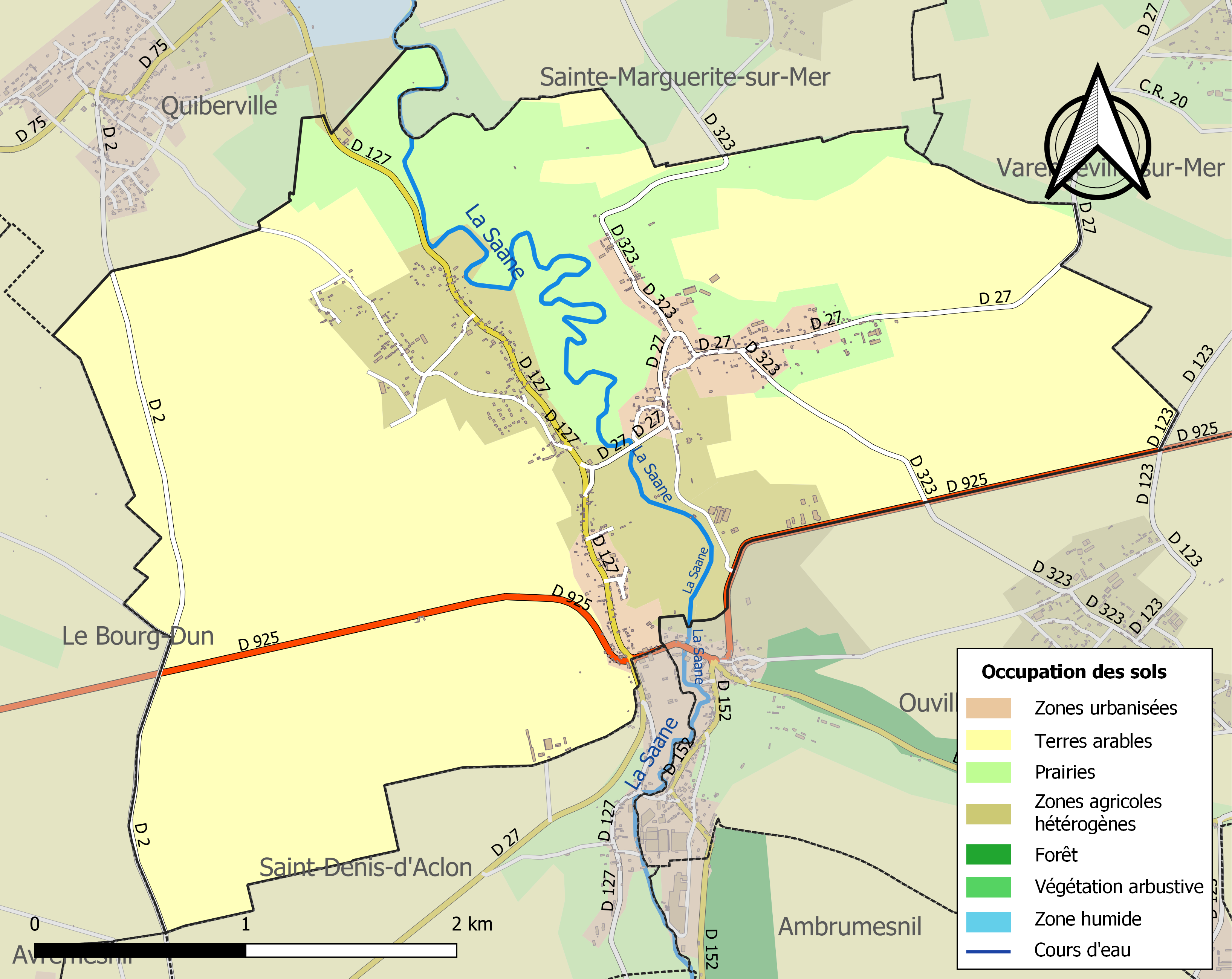
Carte des infrastructures et de l'occupation des sols de la commune en 2018 (CLC).

## Toponymie
Attesté sous le forme latinisée Longoilo 1045-48.
Il s'agit d'une formation caractéristique de l'époque romaine en Gaule sur les éléments latin longus : long et celtique ialon « clairière, lieu défriché » puis « village » (cf. gallois ial, tir ial « clairière, espace découvert »).
Cependant, des recherches récentes permettent d'avancer une autre hypothèse basée sur l'existence du gaulois longo, navire (cf. gallois llong, navire ; vieil irlandais long, vaisseau, navire, vase), c'est-à-dire « clairière où l'on fabrique des navires » ou « lieu des navires » ce qui, de plus, correspond bien à la localisation du village, jadis entouré d'une forêt, dont il reste des parcelles, et au bord de la Saâne qui permettait de mettre les barques à l'eau.
Homonymie avec Longueil-Annel et Longueil-Sainte-Marie, communes de Picardie.

## Histoire
Entre Longueil et Quiberville, au point de jonction de ces deux communes, un agriculteur met au jour en 1897 une sépulture mérovingienne.
Il n'y avait qu'une seule tombe, ce qui est assez rare, orientée tête à l'ouest. La mâchoire couronnée de toutes ses dents suggérait un homme jeune. Le mobilier comprenait : une lance de fer, un scramasaxe, une boucle de ceinturon, une bague en bronze portant traces de dorure, ainsi qu'un clou en bronze et deux vases de terre. Ces objets ont été dispersés depuis. Il s'agit de toute évidence d'un guerrier germanique, sans doute franc.
Adam de Longueil combat aux côtés de Guillaume le Conquérant à la bataille de Hastings en 1066.
Un premier château est érigé à cette époque, puis un donjon quadrangulaire au XIIe siècle.
Au XVIIe siècle, Charles Le Moyne ou Lemoine, sieur de Longueil fonde Longueuil au Québec. Il est le père de Pierre Le Moyne d'Iberville et de Jean-Baptiste Le Moyne de Bienville, le fondateur de La Nouvelle-Orléans.

## Politique et administration
| Période                                  | Période                    | Identité         | Étiquette | Qualité                        |
| ---------------------------------------- | -------------------------- | ---------------- | --------- | ------------------------------ |
| Les données manquantes sont à compléter. |                            |                  |           |                                |
|                                          | 1971                       | Georges Rouen    |           |                                |
| 1971                                     | 1989                       | Michel Rousselin |           |                                |
| 1989                                     | mars 2008                  | Jean-Paul Baclé  |           |                                |
| mars 2008                                | 2014                       | Gérard Varin     |           |                                |
| 2014                                     | En cours (au 10 août 2020) | Didier Ledrait   |           | Réélu pour le mandat 2020-2026 |

## Démographie
L'évolution du nombre d'habitants est connue à travers les recensements de la population effectués dans la commune depuis 1793. Pour les communes de moins de 10 000 habitants, une enquête de recensement portant sur toute la population est réalisée tous les cinq ans, les populations de référence des années intermédiaires étant quant à elles estimées par interpolation ou extrapolation. Pour la commune, le premier recensement exhaustif entrant dans le cadre du nouveau dispositif a été réalisé en 2006.

En 2022, la commune comptait 508 habitants, en évolution de −10,09 % par rapport à 2016 (Seine-Maritime : +0,35 %, France hors Mayotte : +2,11 %).
| 1793 | 1800 | 1806 | 1821 | 1831 | 1836 | 1841 | 1846 | 1851 |
| ---- | ---- | ---- | ---- | ---- | ---- | ---- | ---- | ---- |
| 836  | 774  | 954  | 890  | 796  | 842  | 872  | 769  | 770  |

| 1856 | 1861 | 1866 | 1872 | 1876 | 1881 | 1886 | 1891 | 1896 |
| ---- | ---- | ---- | ---- | ---- | ---- | ---- | ---- | ---- |
| 734  | 730  | 723  | 656  | 647  | 635  | 645  | 644  | 600  |

| 1901 | 1906 | 1911 | 1921 | 1926 | 1931 | 1936 | 1946 | 1954 |
| ---- | ---- | ---- | ---- | ---- | ---- | ---- | ---- | ---- |
| 626  | 588  | 581  | 549  | 543  | 513  | 507  | 615  | 598  |

| 1962 | 1968 | 1975 | 1999 | 2006 | 2011 | 2016 | 2021 | 2022 |
| ---- | ---- | ---- | ---- | ---- | ---- | ---- | ---- | ---- |
| 604  | 620  | 618  | 513  | 541  | 564  | 565  | 526  | 508  |

## Culture locale et patrimoine

### Lieux et monuments
- Église Saint-Pierre. Ce village pittoresque possède une église avec un clocher gothique en grès qui, selon la tradition normande, est érigé sur la croisée du transept. L'église Saint-Pierre a été classée MH par arrêté du 20 janvier 1976[28].
- On peut y voir également un manoir des XVIe et XVIIe siècles et de très nombreuses maisons normandes à colombage, dont le toit de chaume a, dans la majorité des cas, été remplacé par une toiture en tuiles mécaniques.

### Héraldique
| Armes de Longueil | Les armes de la commune de Longueil se blasonnent ainsi : Tiercé en fasce : au 1er d'or à deux roses de gueules, au 2e de gueules au croissant d'argent accosté de deux étoiles du même, au 3e d'azur à la rose d'argent. Devise : « Labor et concordia ». Création Marcel Aconin à l’initiative de Michel Rousselin, alors maire de la commune (1988). Le blason reprend en partie les armes de la famille noble de Longueil . |